# Netty
A Netty egy nem blokkoló I/O (NIO) kliens-szerver keretrendszer a Java hálózati alkalmazások fejlesztésére, mint amilyen pl. a protokoll szerverek és kliensek. Az aszinkron eseményvezérelt hálózati alkalmazás keretrendszer és a mellékelt eszközök a hálózati programozás  (TCP és UDP socket szerverek)  leegyszerűsítésére használhatók.
A Netty a reactor programtervezési minta egy megvalósítását. Eredetileg a JBoss fejlesztette Netty-t ma a Netty Projekt Közösség fejleszti és tartja karban.
Mindamellett, hogy asszinkron hálózati keretrendszer, a Netty tartalmaz beépített HTTP protokoll támogatást, ideértve azt is, hogy képes futni egy szervlet konténeren belül, továbbá támogatja a WebSocketet, integrációt a Google Protocol Buffersszel, SSL/TLS támogatást, támogatást a SPDY protokollhoz és támogatást az üzenet tömörítéshez. A Netty 2004 óta létezik.
A 4.0.0-s verzióban a Netty támogatja a NIO.2 használatát háttérrendszerként a NIO-vel és blokkoló Java socketekkel együtt.
A Minecraft számítógépes játéknak van egy online funkciója, amely a Netty-re épül (pl. Mojang beléptető szerverek/többjátékosos szerverek).

## Fordítás
Ez a szócikk részben vagy egészben  a   Netty (software) című angol Wikipédia-szócikk ezen változatának fordításán alapul.  Az eredeti cikk szerkesztőit annak laptörténete sorolja fel. Ez a jelzés csupán a megfogalmazás eredetét és a szerzői jogokat jelzi, nem szolgál a cikkben szereplő információk forrásmegjelöléseként.